# 1908년 하계 올림픽 양궁
1908년 하계 올림픽 양궁은 영국 런던에서 개최된 1908년 하계 올림픽의 경기 종목이다. 세 종목이 진행된 이 대회에는 영국 선수 41명(남자 25명, 여자 16명), 프랑스 선수 15명(전원 남자), 미국선수 1명 (전원 남자)이 참가했다. 여자 종목에는 영국팀만 참가하였으며 금은동을 모두 휩쓸었다.

## 참가국
3개국 57명의 선수가 참가하였다.
- 프랑스 (15)
- 영국 (41)
- 미국 (1)

## 경기 결과
| 종목                           | 금                   | 은                         | 동                       |
| ------------------------------ | -------------------- | -------------------------- | ------------------------ |
| 남자 더블 요크 라운드 자세히   | 윌리엄 도드 · 영국   | 레지널드 브루크스킹 · 영국 | 헨리 B. 리처드슨 · 미국  |
| 남자 컨티넨털 스타일 자세히    | 외젠 그리소 · 프랑스 | 루이 베르네 · 프랑스       | 귀스타브 카바레 · 프랑스 |
| 여자 더블 내셔널 라운드 자세히 | 퀴니 뉴월 · 영국     | 로티 도드 · 영국           | 베아트리스 힐로 · 영국   |

### 메달 순위
| 순위       | 나라         | 금 | 은 | 동 | 합계 |
| ---------- | ------------ | -- | -- | -- | ---- |
| 1          | 영국 (GBR)   | 2  | 2  | 1  | 5    |
| 2          | 프랑스 (FRA) | 1  | 1  | 1  | 3    |
| 3          | 미국 (USA)   | 0  | 0  | 1  | 1    |
| 합계 (3개) | 합계 (3개)   | 3  | 3  | 3  | 9    |